# Platomalotylus
Platomalotylus is een geslacht van vliesvleugeligen uit de familie Encyrtidae. De wetenschappelijke naam van dit geslacht is voor het eerst geldig gepubliceerd in 2010 door Noyes.

## Soorten
Het geslacht Platomalotylus omvat de volgende soorten:
- Platomalotylus deiphus Noyes, 2010
- Platomalotylus innios Noyes, 2010
- Platomalotylus phobus Noyes, 2010